# Karl Daubenthaler
Karl Daubenthaler (* 9. Mai 1876 in Sulzfeld; † 23. September 1937 in Hochstadt) war ein deutscher Politiker der Sozialdemokratischen Partei Deutschlands (SPD) und preußischer Landrat im Kreis Striegau (1919–1932).
Daubenthaler trat 1899 in die SPD ein. Im Anschluss an die Novemberrevolution wurde er zum Vorsitzenden des Arbeiter- und Soldatenrates in Striegau gewählt. Er gehörte dem Provinziallandtag der Provinz Niederschlesien an, war ab 1920 dessen Vorsitzender und zugleich Mitglied des Provinzialausschusses. Von 1919 bis 1921 war er Mitglied der verfassunggebenden preußischen Landesversammlung.
Der gelernte Steinmetz wirkte seit 1908 als Gewerkschaftssekretär der Striegauer Steinarbeiter und als Gauleiter Schlesien des Steinarbeiterverbandes. Von 1913 bis 1921 arbeitete er als Hauptkassierer Konsumverein Arbeitersekr. Striegau.